# A következő három nap
A következő három nap (eredeti cím: The Next Three Days) 2010-ben bemutatott thriller film Paul Haggis rendezésében. A főszerepekben Russell Crowe és Elizabeth Banks látható. A történet egy 2007-es francia film feldolgozása.
Bemutatója az Egyesült Államokban 2010. november 19-én, Magyarországon 2011. január 20-án volt.

## Rövid történet
Egy házaspár élete a feje tetejére áll, amikor a feleséget gyilkossággal vádolják.  A férj hisz a felesége ártatlanságában és kénytelen törvénytelen eszközökhöz nyúlni, hogy megszöktesse a börtönből.

## Cselekmény
|  | Alább a cselekmény részletei következnek! |

Lara Brennant (Elizabeth Banks) azzal vádolják, hogy egy parkolóban megölte főnöknőjét, miután előtte veszekedtek az irodában. Egyetemi professzor férje, John Brennan (Russell Crowe), aki irodalmat tanít, hisz a felesége ártatlanságában, annak ellenére, hogy megtalálták a nő ujjlenyomatait a gyilkosság eszközén, egy kézi tűzoltókészüléken és az áldozat vérét a kabátján. Ezek alapján Larára 20 év börtön vár. Miután a jogi eszközök kimerülnek, férje elhatározza, hogy megszökteti a pittsburghi helyi börtönből. Fiuk, a hatéves Luke nem vesz tudomást anyjáról, amikor meglátogatják a börtönben.
John kikéri Damon Pennington (Liam Neeson) tanácsát, aki már hét alkalommal szökött meg különböző börtönökből, és tapasztalatairól könyvet írt. Damon azt tanácsolja neki, hogy tanulmányozza a környezetet és a napi rutint, amit a börtönőrök követnek, továbbá, hogy használja ki az ezektől való eltérést. Damon figyelmezteti, hogy a szöktetés a könnyebbik fele a dolognak, a nehezebb az, hogy utána elkerülje az elfogást. Emiatt hamis útleveleket, társadalombiztosítási kártyát kell szereznie, és mindezeken felül rengeteg készpénzzel kell rendelkeznie, mivel a hotelek, az autók és az életben maradás ilyenkor sok pénzbe kerül. Damon azt tanácsolja, hogy egy politikailag kevésbé stabil országba menjen a szökés után, amely ország nincs jó viszonyban az Egyesült Államokkal, mert így jó esély van rá, hogy körözés esetén nem adják ki a szökevényeket. Johnnak arra is fel kell készülnie, hogy a szökés után 15 perc múlva lezárják az utakat és a hidakat, és 35 perc múlva a közeli vasútállomásokat, buszpályaudvarokat, autópályákat és repülőtereket ellenőrizni fogják, és hogy a fényképük mindenhol ott lesz. Damon figyelmezteti, olyan dolgokat is meg kell majd tennie, ami most helytelennek tart: „Lehet, hogy egy tiszteletre méltó idős hölgyet fel kell löknie, ha a menekülés útjában áll.”
John aprólékosan felkészül a szökésre, de cukorbeteg feleségét nem avatja be a terveibe. Látogatásai során igyekszik megnyugtatni, hogy minden rendben van velük, bár a fiukkal akadnak problémák az iskolában az anyja miatt. A gyereket gyakran a nagyszülőknél, anyjánál és apjánál hagyja. Egy játszótéren összeismerkedik egy nővel, aki a kislányával jár oda.
John alvilági figuráknál próbálja beszerezni a hamis útleveleket és a társadalombiztosítási kártyát; az első próbálkozásánál összeverik és kirabolják. A jó papírok sok pénzbe kerülnek, a papírok készítője, aki süket és motoron közlekedik, 3700 dollárt kér értük, John ezért eladogatja a lakásban található holmikat. A maradék pénz kevés ahhoz, hogy új életet kezdjenek egy másik országban. Először egy bank kirablásán gondolkodik, fegyvert vásárol, azonban végül a bank előtt meggondolja magát.
A börtönben történő egyik látogatása során kipróbál egy internetről letöltött „oktatóvideó” alapján maga által készített álkulcsot, azonban a kulcs eltörik, és a látogatókat kihallgatják az eset után. Kihallgatója figyelmezteti, hogy ha ő a felelős, a gyermekük apa és anya nélkül nő fel.
Az éjszakai útjai során észrevesz egy piros autót, aminek sofőrje időnként megjelenik és az utcán várakozó társának nagy köteg pénzt ad át. Órák múlva a kocsi visszatér, ekkor követi egy házig, és amikor a sofőr távozni akar az újabb adag pénzzel, megtámadja és behatol a házba, ahol még két férfi tartózkodik. Az egyiket bezáratja a másikkal, a két férfit pisztollyal sakkban tartja és a pénz holléte felől érdeklődik, ők azonban nem akarják megmondani neki. Amikor John alkoholt locsol a padlóra és meggyújtja, egyikük azt kiáltja, hogy a gyerekei az emeleten vannak és felrohan. John magával viszi a másikat, azonban amikor felérnek, a fenti férfi rájuk lő, John túsza megsérül, neki sikerül lelőnie a másik bűnözőt. Magához veszi a pénzt, amit az emeleten egy táskában talál, majd amikor távozni akar, a meglőtt bűnöző könyörögni kezd neki, hogy ne hagyja ott meghalni, ezért beteszi a kocsijába és egy kórház felé indul vele. A sebesült azonban útközben meghal, ezért kirakja egy buszmegállóban.
John meghamisítja a börtönbe gyógyszereket szállító autóban a felesége papírjait, olyan utasítást ír rá, ami szerint a nőt kórházba kell szállítani. Az autóba egy kilyukasztott teniszlabda segítségével jut be. A kórházban fegyverrel kényszeríti az őröket, hogy vegyék le a feleségéről a kéz- és lábbilincset, majd megkötözi őket. Felesége döbbenten nézi, hogy mit csinál, és eleinte nem akar megszökni. John ekkor felajánlja neki, hogy beszéljen a fiukkal telefonon, és mondja el neki, hogy anyja és apja nem mennek érte. Erre a felesége nem hajlandó és inkább követi. Először fehér köpenyt vesznek fel, majd ezeket leveszik. A rendőrség odaér a kórházba, ezért menekülniük kell. Fiuk eközben a játszótérről ismerős hölgy lányának születésnapi buliján van.
A rendőrség a kórház óta mindenhol szorosan a nyomukban van, John azonban mindent jól előkészített és úgy néz ki, hogy minden részletre gondolt. Először a kórház előtti tömegbe vegyülnek, ahol John kifordítja a dzsekijét, ami sárga csíkos, olyan, mint amit az utcán éppen arra haladó helyi Pittsburgh Steelers szurkolók viselnek. Földalattival mennek egy darabig, majd egy parkoló autóba szállnak. Amikor visszaindulnak a fiukhoz, kiderül, hogy a parti egy állatkertben van, ami kb. 20 perces kitérőt jelent. John tudja, hogy emiatt kifutnak az időből, és az autópályán nem az állatkert felé fordul, hanem a másik irányba. Feleségét azzal próbálja megnyugtatni, hogy majd visszajön a fiukért. Az asszony nem sokkal ezután rosszul lesz, kinyitja a kocsi ajtaját és majdnem kiesik a száguldó kocsiból, Johnnak sikerül visszahúznia. Kis pihenő után mégis az állatkert felé veszik az irányt, ahonnan John kihozza a fiukat. Az ismerős asszony látja, hogy a kocsiban, amibe beszállnak, egy nő ül, és John korábban elmondta neki, hogy a felesége börtönben van gyilkosság miatt.
Ekkorra már a rendőrség a vasútállomásokat is lezárta, a vonatok nem indulnak el, John mégis az egyik vasútállomáshoz megy, és felvesz a kocsijukba egy idős házaspárt, mivel tudja, hogy a rendőrségi körözésben egy férfit és egy nőt keresnek egy kisfiúval. Amikor az ellenőrzési ponthoz érnek, a kocsiban ülő idős pár láttán továbbengedik őket.
John a lakásukban az egyik falra saját maga által készített fényképeket és térképeket rögzített, ezeket a szöktetés megkezdése előtt letépte a falról és fekete szemeteszsákokba gyömöszölte, majd kidobta őket a kukákba. A rendőrség később megtalálja az egyik zsákot, ami a lakásukhoz közeli kukában volt. Ez azonban hiányos, és félrevezető információt ad a rendőrségnek, akik az egyik fénykép miatt egy Haiti felé induló repülőgépen keresik. Ők azonban valójában Venezuelába, Caracasba tartanak, ahova további fennakadás nélkül megérkeznek.
Az egyik rendőrnyomozó újra megvizsgálja a helyszínt, ahol a gyilkosság történt. Ekkor a történetben egy visszatekintés során kiderül, hogy egy másik nő követte el a gyilkosságot, ő vágta fejbe az áldozatot a tűzoltókészülékkel, amit Lara Brennan csak azért fogott meg, mert a kocsija kereke elé gurult. A gyilkos menekülés közben vérezte össze Lara kabátját.
|  | Itt a vége a cselekmény részletezésének! |

## Szereposztás
- Russell Crowe – John Brennan
- Elizabeth Banks – Lara Brennan
- Brian Dennehy – George Brennan, John apja
- Olivia Wilde – Nicole, a játszótéren megismert hölgy
- Lennie James – Nabulsi hadnagy
- Aisha Hinds – Collero nyomozó
- Daniel Stern – Meyer Fisk, Lara ügyvédje
- RZA – Mouss, utcai kábítószerárus
- Jason Beghe – Quinnan nyomozó
- Kevin Corrigan – Alex
- Liam Neeson – Damon Pennington, a többször szökött rab
- Allan Steele – Harris őrmester

## A film készítése

### Pour Elle
A film a 2007-es francia film, a Pour Elle (Őérte bármit – rendező: Fred Cavayé) feldolgozása. A Pour Elle történetében a tanár Julien (Vincent Lindon) nehézségekkel találja szemben magát, amikor feleségét (Diane Kruger) gyilkossággal gyanúsítják és letartóztatják. Julien nem hiszi el, hogy a felesége követte volna el a gyilkosságot, és megkísérli megszöktetni a börtönből. A Pour Elle Cavayé első rendezése volt. A film az egyik fő attrakciója volt a 2010-es Alliance Française francia filmfesztiválnak. Cavayé magyarázata szerint egy olyan igazi, emberi történetet akart ábrázolni, amiben egy hétköznapi ember rendkívüli tettet hajt végre, mert az igazságszolgáltatás téves ítéletet hozott a feleségével kapcsolatban. Cavayé elmondta a The Age-nek, hogy kíváncsian várja a filmje átdolgozását Haggis által.

### A forgatás
2009 októberében megkezdték a film forgatását Pittsburgh-ben (Pennsylvania). A filmezés 2009. december 12-én fejeződött be. 2009. december 14-én a Pittsburgh Post-Gazette-en megjelent a hír, hogy a filmezés 52 nap munka után befejeződött.

## Megjelenés
2009 októberében úgy tervezték, hogy a film 2011-ben jelenik majd meg, de 2010 márciusában az ausztrál médiacég, a Village Roadshow 2010 novemberére időzítette a megjelenést Ausztráliában. Az Egyesült Államokban 2010. november 19-én jelent meg a mozikban.

## Fogadtatás
A következő három nap vegyes kritikákat kapott. A Rotten Tomatoes 50%-ot adott a filmnek 145 kritikus véleménye alapján Roger Ebert filmkritikus 2,5 csillagot adott a filmnek a lehetséges 4-ből, és hozzátette: A következő három nap nem rossz film, csak elvesztegeti a benne rejtő tehetséget.

### Bevételek
A film az Egyesült Államokban 21 148 651 dollár bevételt ért el, a nemzetközi piacon 30 milliót szerzett, a teljes bevétele 54 748 651 dollár.

## Fordítás
Ez a szócikk részben vagy egészben  a   The Next Three Days című angol Wikipédia-szócikk fordításán alapul.  Az eredeti cikk szerkesztőit annak laptörténete sorolja fel. Ez a jelzés csupán a megfogalmazás eredetét és a szerzői jogokat jelzi, nem szolgál a cikkben szereplő információk forrásmegjelöléseként.